# Uperoleia martini
Espèce
Statut de conservation UICN

 DD  : Données insuffisantes
Uperoleia martini est une espèce d'amphibiens de la famille des Myobatrachidae.

## Répartition
Cette espèce est endémique des régions côtières du Sud-Est de l'Australie. Elle se rencontre dans l'est du Victoria et dans l’extrême Sud-Est de la Nouvelle-Galles du Sud.

## Étymologie
Son nom d'espèce lui a été donné en référence à Angus Anderson Martin (1940-), herpétologiste australien.

## Publication originale
- Davies & Littlejohn, 1986 : Frogs of the genus Uperoleia Gray (Anura: Leptodactylidae) in south-eastern Australia. Transactions of the Royal Society of South Australia, vol. 110, p. 111-144 (texte intégral).